# 卡济德罗克
卡济德罗克（法語：Cazideroque，法語發音：[kazidʁɔk]）是法国洛特-加龙省的一个市镇，属于洛特河畔新城区。

## 地理
卡济德罗克（44°23'56"N, 0°55'43"E）面积11.94 平方千米，位于法国新阿基坦大区洛特-加龍省，该省份为法国西南部内陆省份，北起多爾多涅省，西接吉倫特省和朗德省，南至热尔省，东临塔恩-加龙省和洛特省。
与卡济德罗克接壤的市镇（或旧市镇、城区）包括：瓦莱耶、昂泰、布尔朗、多斯、图尔农达日奈、特雷蒙、圣乔治。

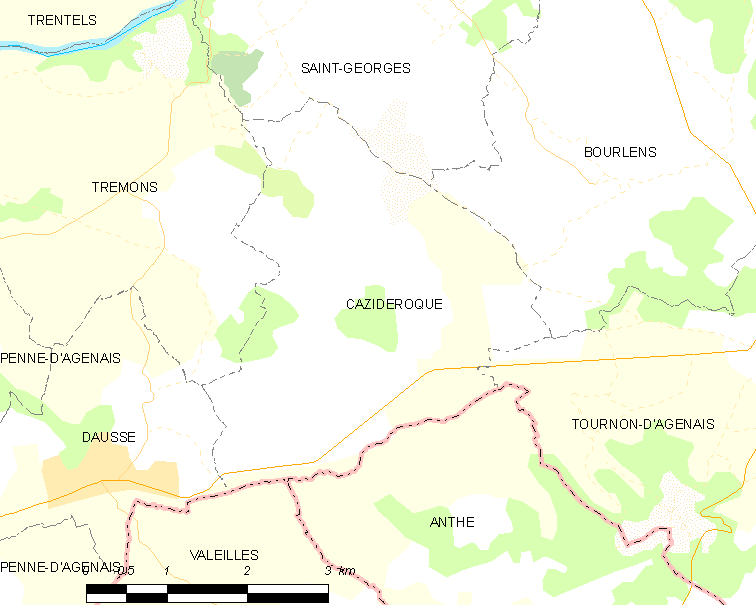
卡济德罗克的OSM定位图

卡济德罗克的时区为UTC+01:00、UTC+02:00（夏令时）。

## 行政
卡济德罗克的邮政编码为47370，INSEE市镇编码为47064。

## 政治
卡济德罗克所属的省级选区为勒菲梅卢瓦县。

## 人口

1962-2008年间卡济德罗克人口变化图示

卡济德罗克于2022年1月1日时的人口数量为246人。